# تشيستر بيرنهام
تشيستر بيرنهام هو سياسي أمريكي، ولد في 26 فبراير 1908، وتوفي في 10 يونيو 1978. نشط حزبياً في الحزب الديمقراطي. وقد انتخب عضو مجلس نواب مين ‏.